# Un'altra ora
Un'altra ora è un singolo della cantante italiana Ariete, pubblicato il 19 maggio 2023 come secondo estratto dal secondo album in studio La notte.

## Video musicale
Il video musicale, diretto da Paolo Blarzino, è stato pubblicato in concomitanza con l'uscita del singolo sul canale YouTube della cantante.

## Tracce
Testi di Arianna Del Giaccio, musiche di Michele Zocca.
1. Un'altra ora – 2:55